# 方丹莫尔
方丹莫尔（法語：Fontainemore，法語發音：[fɔ̃tɛnmɔʁ]）是意大利瓦莱达奥斯塔大区的一个市镇。总面积31平方公里，人口444人，人口密度14.3人/平方公里（2009年）。ISTAT代码为007028。